# Down (bài hát của The Kooks)
"Down" là một bài hát của ban nhạc rock Anh The Kooks. Bài hát được phát hành vào ngày 18 tháng 4 năm 2014 thông qua Virgin EMI Records với tư cách là đĩa đơn chính trong album phòng thu thứ tư Listen, dự kiến phát hành vào ngày 1 tháng 9 năm 2014. Bài hát ra mắt trên UK Singles Chart ở vị trí 40. Bài hát gây ra sự chia rẽ trong cộng đồng người hâm mộ.

## Ý tưởng và ra mắt
"Down" là bài hát đầu tiên được phát hành bởi The Kooks từ đĩa đơn năm 2012 "Rosie". Bài hát được viết bởi nhóm trưởng Luke Pritchard và Inflo cho album phòng thu sắp tới của ban nhạc, Listen. "Down" được thu âm ở Los Angeles và Luân Đôn. Theo báo cáo, bài hát là "tuyên bố sứ mệnh từ một ban nhạc đã khám phá lại những gì họ yêu thích về việc sáng tác nhạc." Bài hát R&B có điểm nhấn là "đoạn hook lặp đi lặp lại và âm thanh percusssion điên rồ" và có "chất swagger gây nghiện"."
Bài hát ra mắt vào ngày 11 tháng 3 năm 2014 trên BBC Radio 1 với tư cách là 'Hottest Record' của Zane Lowe. Nó được phát hành kỹ thuật số vào ngày 18 tháng 4 năm 2014, và như một tấm 7" vinyl vào ngày 21 tháng 4 năm 2014.

## Video ca nhạc
Video ca nhạc cho bài hát đã được phát hành trên YouTube vào ngày 20 tháng 3 năm 2014. Nó được đạo diễn bởi Davis Silis.

## Danh sách
| Tải xuống kỹ thuật số | Tải xuống kỹ thuật số | Tải xuống kỹ thuật số |
| STT                   | Nhan đề               | Thời lượng            |
| --------------------- | --------------------- | --------------------- |
| 1.                    | "Down"                | 2:41                  |
| 2.                    | "Hooray for Henry"    | 3:46                  |
| 3.                    | "Giữ"                 | 2:42                  |
| 4.                    | "Melody Maker"        | 2:24                  |

| 7" vinyl | 7" vinyl           | 7" vinyl   |
| STT      | Nhan đề            | Thời lượng |
| -------- | ------------------ | ---------- |
| 1.       | "Down"             | 2:41       |
| 2.       | "Hooray for Henry" | 3:46       |

## Những người giúp đỡ
| The Kooks - Luke Pritchard – giọng hát, đánh guitar (ghi-ta) và là đồng sản xuất - Hugh Harris – đánh guitar - Peter Denton – bass - Alexis Nunez – đánh trống | Những người khác - Inflo – sản xuất |

## Bảng xếp hạng
| Bảng xếp hạng (2014)           | Xếp hạng |
| ------------------------------ | -------- |
| Bỉ (Ultratip Flanders)         | 19       |
| Bỉ (Ultratip Wallonia)         | 25       |
| Bảng xếp hạng không hợp lệ Anh | 40       |

## Release history
| Khu vực | Ngày                | Hãng đĩa           | Định dạng             | Chú thích    |
| ------- | ------------------- | ------------------ | --------------------- | ------------ |
| Anh     | 18 tháng 4 năm 2014 | Virgin EMI Records | Tải xuống kĩ thuật số | [ 1 ] [ 11 ] |
| Anh     | 21 tháng 4 năm 2014 | Virgin EMI Records | 7" vinyl              | [ 6 ]        |